# Улица Клумова (Минск)
Улица Клу́мова (бел. Вуліца Клумава) — улица на востоке Минска, в Тракторозаводском посёлке. Названа в честь врача и подпольщика Евгения Клумова.

## История
После окончания Великой Отечественной войны на востоке Минска началось возведение жилого посёлка авиазавода (в 1946 года преобразован в Минский тракторный завод), одна из улиц которого носила название Клубная. В 1964 году улица Клубная была переименована в честь врача (хирурга и гинеколога) и участника Минского подполья в годы Великой Отечественной войны Евгения Владимировича Клумова. На доме № 3 установлена мемориальная доска.

## Описание
Улица начинается от пересечения с улицей Олега Кошевого и ориентирована на запад. По нечётной стороне улица Клумова пересекается с улицами Стахановской и Щербакова, заканчивается поворотом на переулок Клумова (назван в честь Клумова в 1968 году). От улицы Олега Кошевого до Щербакова движение по улице одностороннее, далее — двустороннее.
Застройка нечётной стороны представлена зданиями конца 1940-х — начала 1950-х годов, после улицы Щербакова — 5-этажными зданиями 1960-х годов. В начале 2010-х годов начался снос застройки 1940-х годов. По чётной стороне у железной дороги Минск—Орша—Москва разбит сквер Клумова и организована автостоянка.
По улице курсирует автобус № 43, в непосредственной близости расположена станция метро Тракторный завод.